# Fürnkranzmühle
Die Fürnkranzmühle (auch Firnkranzmühle) war eine Mühle am Kamp im niederösterreichischen Waldviertel, die im Zuge der Errichtung des Stausees Ottenstein gesprengt wurde.

## Geschichte
Die Mühle am Nordufer, am Übergang des Polansteiges über den Kamp, wurde bereits 1333 und 1345 als Reinprechtsbruckermühle urkundlich erwähnt. Die Mühle wurde aber schon im Jahr 1138 im Kuenringerritt, einer in Reimen abgefassten Chronik des Stifts Zwettl, erwähnt. 1702 wurde sie von Georg Fügenkranz erworben, auf den der heutige Name zurückzuführen ist, und 1709 von der Familie Neumeister, die 1938 im Rahmen der Errichtung des Truppenübungsplatzes Döllersheim enteignet wurde. Laut Adressbuch von Österreich war Wilhelm Poigenfürst der letzte Besitzer. Bis 1. Oktober 1939 musste die Mühle geräumt sein. Im 17. Jahrhundert nutzte die Stadt Zwettl die leicht überwindbare Stelle des vorbeiführenden Polansteiges und betrieb hier eine Mautstelle. In alten Kartenwerken ist hier auch eine Brücke verzeichnet.

## Situation heute
Die Überreste der Fürnkranzmühle sind seit den 1950ern vom Stausee Ottenstein überflutet. Nur bei tiefen Wasserständen ragen die Grundmauern aus dem Stausee heraus. Heute sind der von Mitterreith zugängliche Badeplatz und der Bootssteg bzw. der gesamte Abschnitt des Stausees nach der Fürnkranzmühle benannt.